# Mauritz S:son Claes

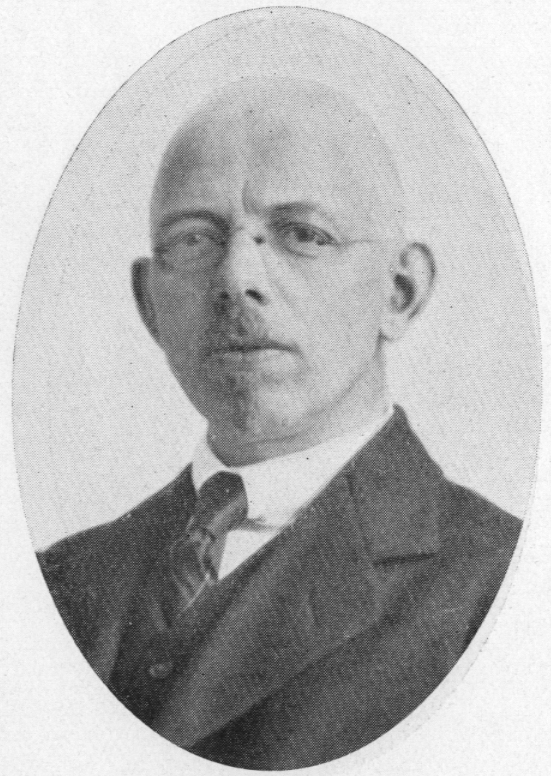
Mauritz S:son Claes

Mauritz S:son Claes, född 29 januari 1883 i Annelövs församling, Malmöhus län, död 28 juni 1967 i Helsingborg, var en svensk arkitekt.

## Biografi
Claes studerade vid Tekniska Elementarskolan i Malmö och i Berlin. Han var anställd vid arkitektkontor i Malmö och bedrev egen verksamhet i Helsingborg från 1909. Han företog studieresor till Storbritannien, Nederländerna, Österrike, Tyskland, Schweiz och Italien. Han ritade folkskolor och realskolor i Skåne samt hyreshus och radhus.
Claes  blev i äktenskap med Eva Jacobina Sonesson (1880–1974) far till distriktslantmätare Jan-Erik Clasæus och inredningsarkitekt Ulla Clasæus.

## Verkförteckning (i urval)

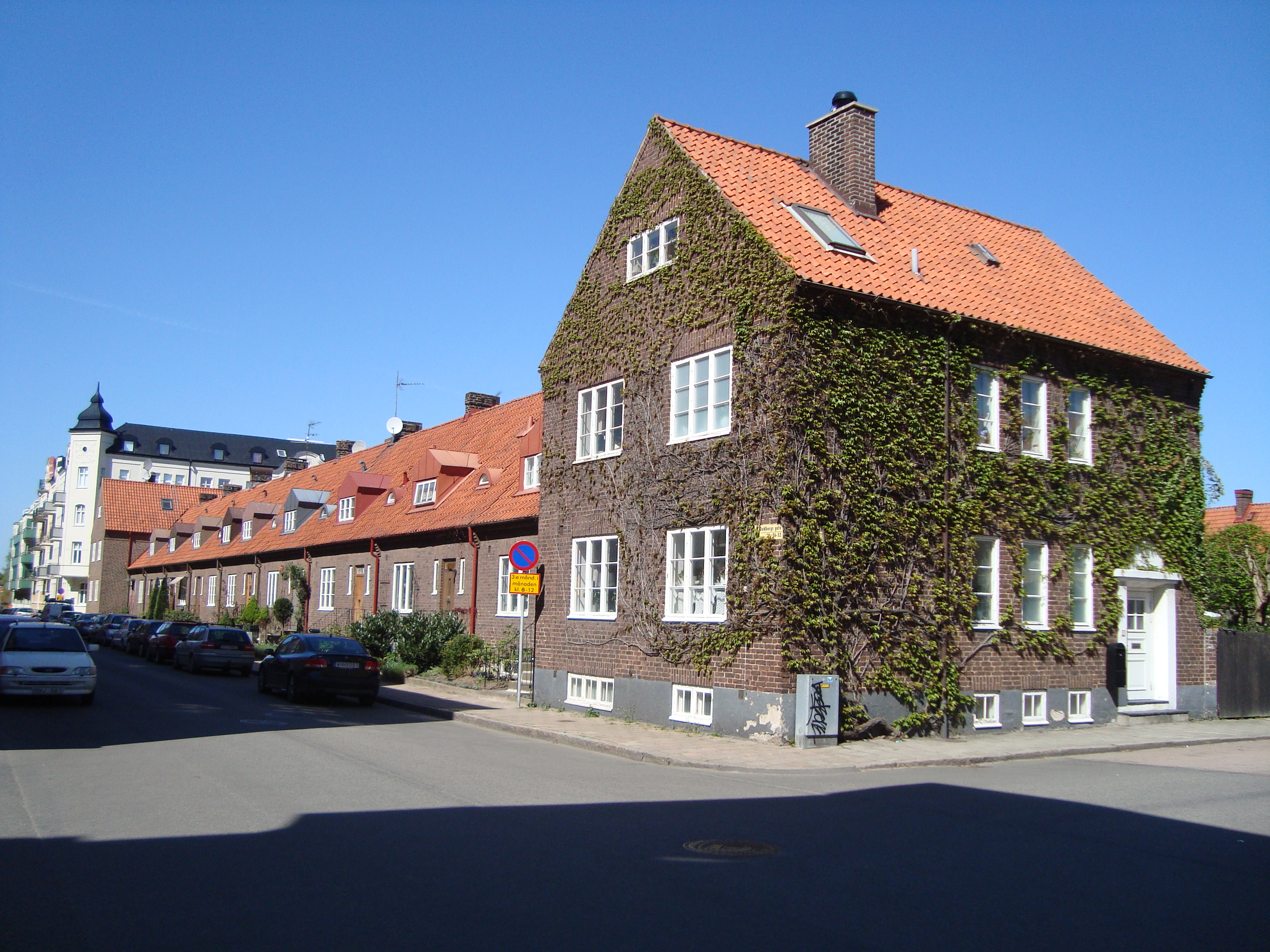
Engelska radhusen på Tågaborg (1925–1927).

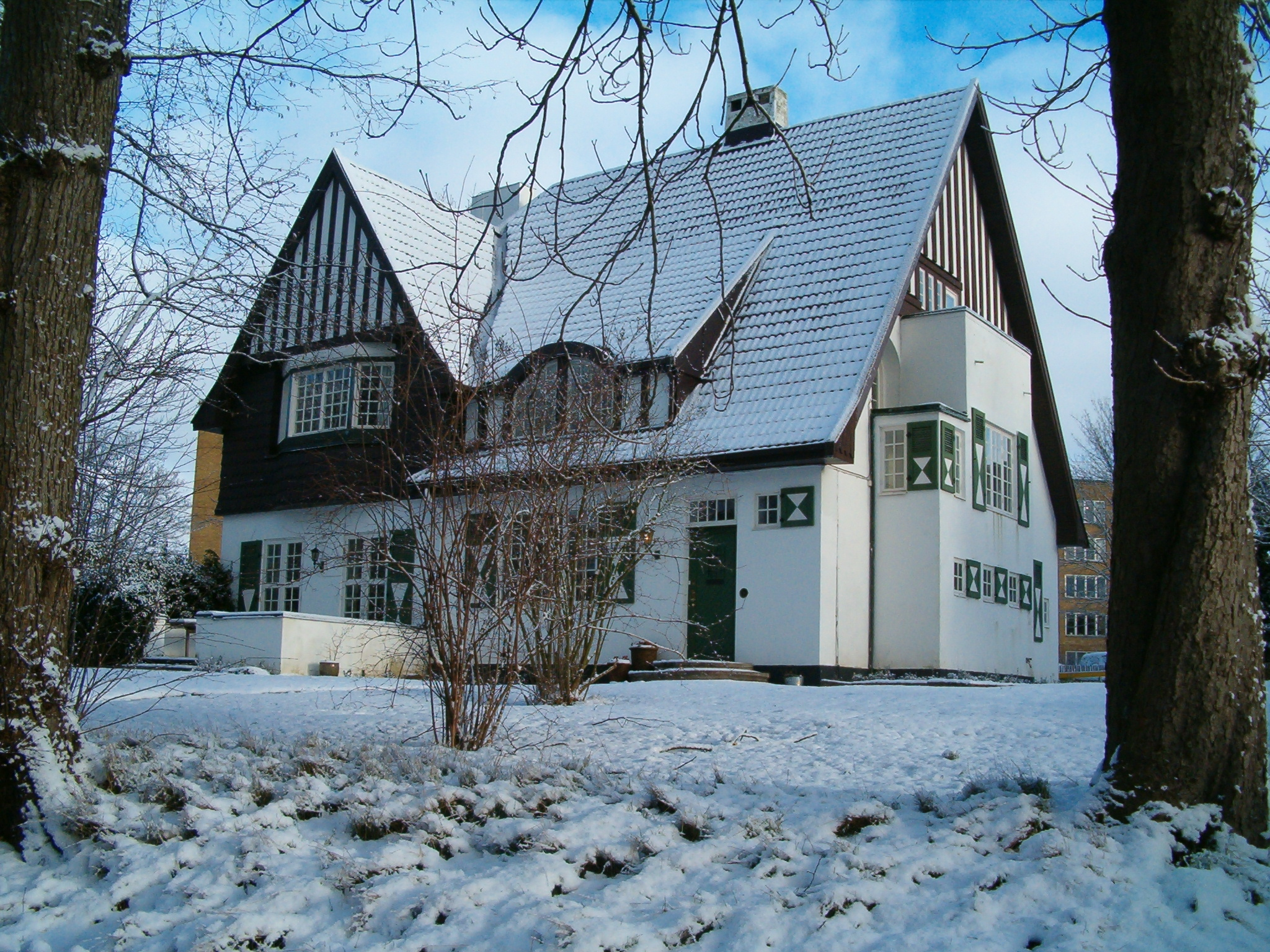
Villa Tjället, Helsingborg, 1909

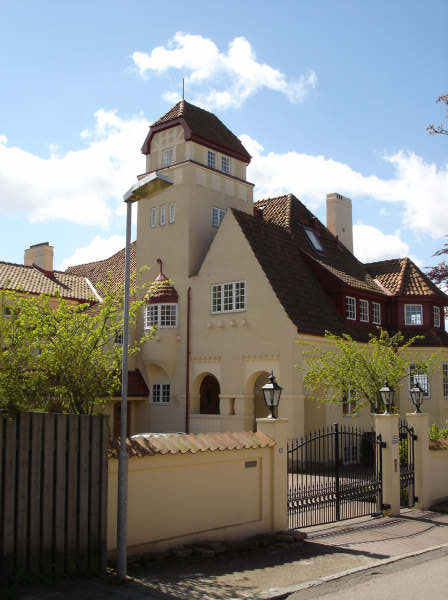
Villa Lindhaga, Helsingborg, 1913–1915

- Villa Viola, stadsvilla, Magnus Erikssons gata 5 i Helsingborg (1906–1908)
- Villa Tjället, privatvilla, Villatomtsvägen 4 i Helsingborg (1909)
- Villa Clemenshög, stadsvilla, S:t Clemens gata 45 i Helsingborg (1909–1910)
- Villa Salami, stadsvilla, Norra Vallgatan 39 i Helsingborg (1910)
- Villa Solgården, stadsvilla, S:t Clemens gata 37 i Helsingborg (1910)
- Lillstugan, privatvilla, Karl X Gustavs gata 83 i Helsingborg (1911–1912)
- Villa Begonia, privatvilla, Randersgatan 28 i Helsingborg (1912)
- Villa Gama, privatvilla, Drottninggatan 210 i Helsingborg (1912)
- Kullen östra 47, flerbostadshus (ombyggnad), Fågelsångsgatan 6 i Helsingborg (1912)
- Ekstugan, privatvilla, Randersgatan 36 i Helsingborg (1913)
- Villa Lindhaga, privatvilla, Bengt Lidnersgatan 6 i Helsingborg (1913–1915)
- Villa Sundli, privatvilla, Bengt Langhs gata 13 i Helsingborg (1914–1915)
- Villa Åsbo, privatvilla, Bengt Langhs gata 11 i Helsingborg (1916)
- Villa Påhlsson, privatvilla, Randersgatan 2 i Helsingborg (1920)
- Prins Fredrik 20, stadsvilla, S:t Clemens gata 39–41 i Helsingborg (1923)
- Villa Agvald, privatvilla, Kjellgrensgatan 9 i Helsingborg (1923)
- Djuramåsa Skola, skolbyggnad för Allerums församling, Norra Torshultsvägen 7 i Allerum (1923)
- Villa Lilla Kloster, privatvilla (egen bostad), Karl X Gustavs gata 31 i Helsingborg (1923–1924)
- Fasanen 1, privatvilla, Fjelievägen 27 i Lund (1924)
- Engelska radhusen, Tågaborg, radhus, Helsingborg (1925–1927)
  - Kvarteret Hagtornet: Pålsjögatan 23–43, Erik Dahlbergs gata 36–52, Flemingsgatan 11, Helmfeltsgatan 18 (1925)
  - Kvarteret Tången: Pålsjögatan 16–34, Stampgatan 25–43, Brommagatan 47, Tågagatan 56 (1926)
  - Kvarteret Mercurius: Pålsjögatan 9–17, Brommagatan 27–35 (1927)
- Engelska radhusen, Planteringen, radhus, Helsingborg (1925–1927)
  - Kvarteret Malmen: Järngatan 1–15, Malmgatan 2–18, Stålgatan 11–27, Planteringsvägen 140–160 (1925–1926)
  - Kvarteret Nickeln: Järngatan 2–30, Malmgatan 2–18, Stålgatan 1–9, Planteringsvägen 126–138 (1926 och 1927)
  - Kvarteret Stålet: Malmgatan 1–23, Blygatan 2–30, Stålgatan 29–37, Planteringsvägen 162–174 (1925–1926)
- Kullen västra 5, flerbostadshus, Fågelsångsgatan 25 i Helsingborg (1925–1926)
- Willa Norr, privatvilla, Karl X Gustavs gata 81 i Helsingborg (1925–1926)
- Prins Fredrik 7, stadsvilla, S:t Clemens gata 43 i Helsingborg (1928)
- Falken 6, flerbostadshus, Kompanigatan 10, Karl X Gustavs gata 8 i Helsingborg (1928–1929)
- Villa Norén, privatvilla, Stagneliusgatan 6 i Helsingborg (1929)
- Jägaren 9, flerbostadshus, Pålsjögatan 3/Föreningsgatan 29 i Helsingborg (1930)
- Jägaren 8, flerbostadshus, Pålsjögatan 5 i Helsingborg (1931)
- Ryssland västra 14, flerbostadshus, Södra Tvärgatan 2, 4/Hantverkaregatan 29 i Helsingborg (1931, 1933)
- Hammaren 31 (tidigare 17), flerbostadshus, Pålsjögatan 8/Föreningsgatan 24 i Helsingborg (1932)
- Hammaren 31 (tidigare 18), flerbostadshus, Föreningsgatan 26 i Helsingborg (1932–1933)
- Filen 6, flerbostadshus, Kopparmöllegatan 24–26 i Helsingborg (1934–1936)
- Norge 2, flerbostadshus, Södergatan 25 i Helsingborg (1937)